# Svidivok, Pavlohrad
Svidivok (în ucraineană Свідівок) este un sat în comuna Poperecine din raionul Pavlohrad, regiunea Dnipropetrovsk, Ucraina.

## Demografie
Componența lingvistică a localității Svidivok
     Rusă (58,62%)
     Ucraineană (41,38%)
Conform recensământului din 2001, majoritatea populației localității Svidivok era vorbitoare de rusă (58,62%), existând în minoritate și vorbitori de ucraineană (41,38%).